# Alfred Nathan (Philanthrop)
Alfred Louis Nathan (* 8. Dezember 1870 in Fürth; † 9. Oktober 1922 in Bad Reichenhall) war ein deutscher Rechtsanwalt und Philanthrop.

## Werdegang

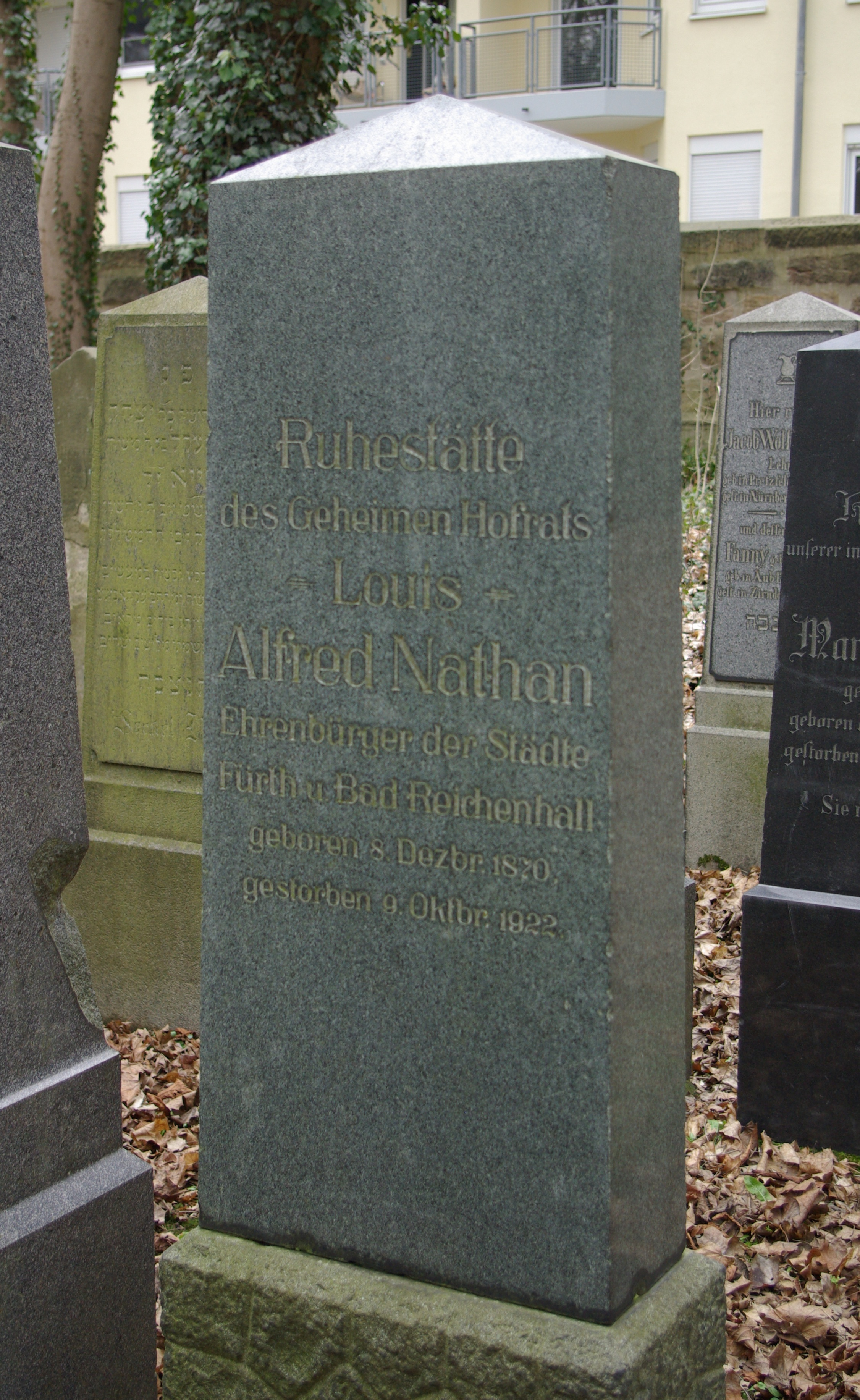
Grab von Alfred Nathan auf dem Alten Jüdischen Friedhof in Fürth.

Nathan wurde als Sohn eines jüdischen Bankiers geboren. Er besuchte die Vorschule und die Lateinschule in der Mathildenstraße in Fürth und kam dann an das humanistische Gymnasium in Erlangen. Von 1888 bis 1893 studierte er Rechtswissenschaften in München. Nach Abschluss kehrte er in seine Heimatstadt zurück und trat als Rechtspraktikant am Amts- und Landgericht Fürth in den bayerischen Justizdienst ein. 1895 kam er an das Bezirksamt Bad Reichenhall, wechselte aber noch im gleichen Jahr zum Stadtmagistrat in München. Im Jahr darauf trat er in die Kanzlei des Fürther Rechtsanwaltes Gunzenhäuser ein, 1897 ließ er sich dann in München mit einer eigenen Kanzlei nieder. Wegen einer Lungenkrankheit zog er 1900 wieder nach Bad Reichenhall und gab schließlich seinen Beruf ganz auf.
Nach dem frühen Tod seines vermögenden Vaters im Jahr 1888 richtete die Mutter Nathans eine Wohltätigkeitsstiftung für Arme und Bedürftige in Höhe von 40.000 Mark ein. Als im November 1906 dann auch die Mutter verstarb, wurde Nathan Erbe des riesigen Vermögens, das er in Fortführung des Werkes seiner Mutter ebenfalls für wohltätige Zwecke aufwandte. Im Jahre 1907 fand er Aufnahme in die Fürther Freimaurerloge Zur Wahrheit und Freundschaft.
In Fürth richtete er das Nathanstift ein und spendete bis zu seinem Ableben insgesamt etwa zwei Millionen Mark. In Bad Reichenhall gab er unter anderem 30.000 Mark für die Errichtung eines Armenhauses, 210.000 Mark für ein Militärerholungsheim und 10.000 Mark für Freiplätze für Offiziere. Für die Bescherung armer Kinder spendete er regelmäßig zu Weihnachten 1.000 Mark. Weitere Spenden flossen an die Knabenschule und für die Errichtung der Bildstöckl-Kapelle. 1908 ließ er oberhalb Karlsteins die Aussichtswarte Amalienruhe errichten, 1910 stiftete er den Zentaurenbrunnen am Bahnhofplatz. Eine von ihm initiierte Büste des Prinzregenten Luitpold von Ferdinand von Miller im Kurgarten wurde 1937 während der Zeit des Nationalsozialismus entfernt.
Nathan war auch als Dichter tätig und veröffentlichte Gedichtbände.

## Ehrungen
1906 wurde Nathan in seiner Geburtsstadt Fürth und in seiner Wahlheimat Bad Reichenhall zum Ehrenbürger ernannt. 1914 wurde in Bad Reichenhall eine Straße (Alfred-Nathan-Straße) nach ihm benannt. Seine jüdische Abstammung führte 1933 zur Umbenennung in Friedrich-Ebert-Allee. Heute ist die Verbindungsstraße zwischen Traunfeld- und Paepkestraße am Rupertuspark, wo sich auch das von ihm gestiftete Militärerholungsheim befindet, nach ihm benannt.

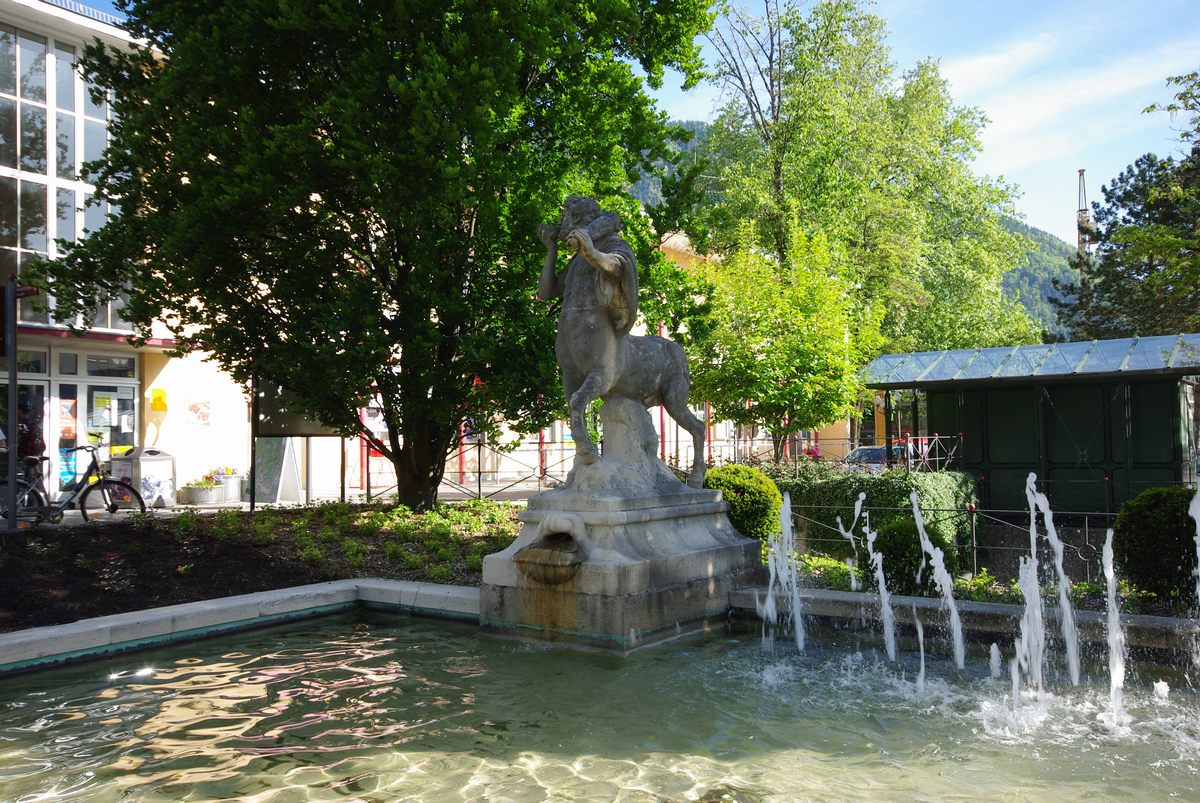
Zentaurenbrunnen in Bad Reichenhall
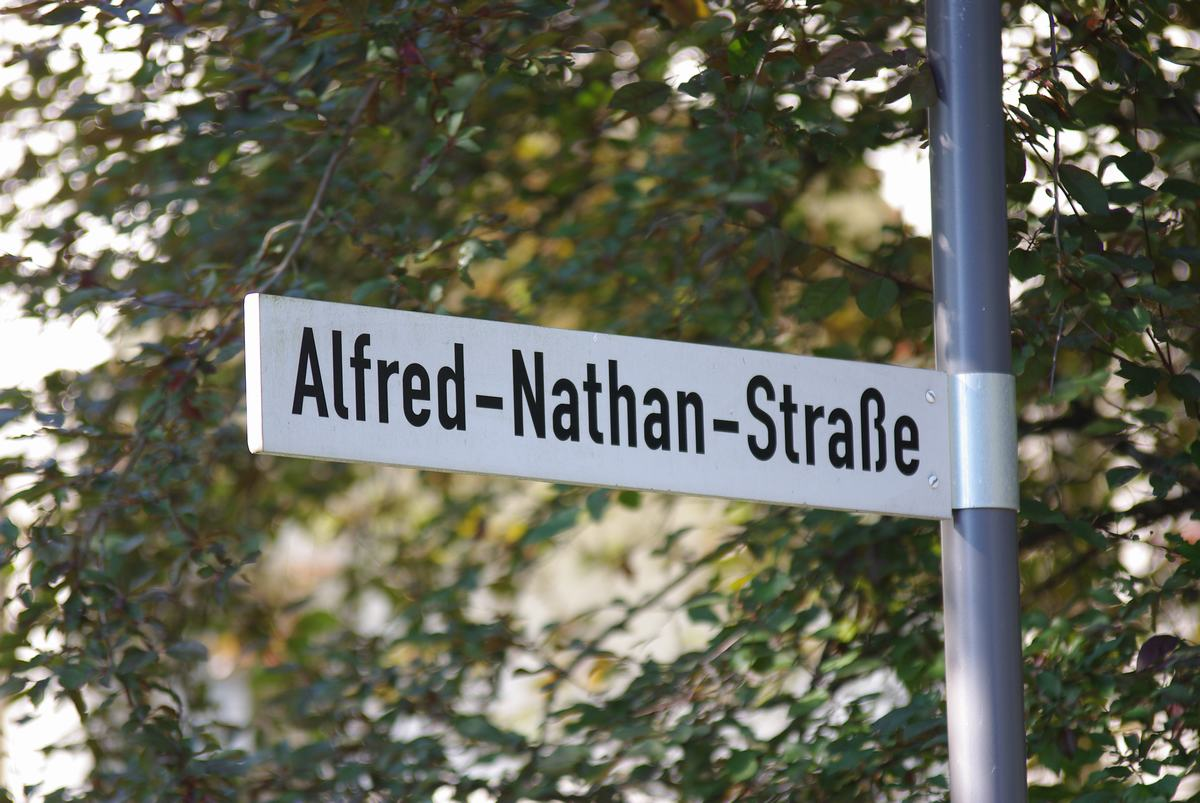
Alfred-Nathan-Straße in Bad Reichenhall
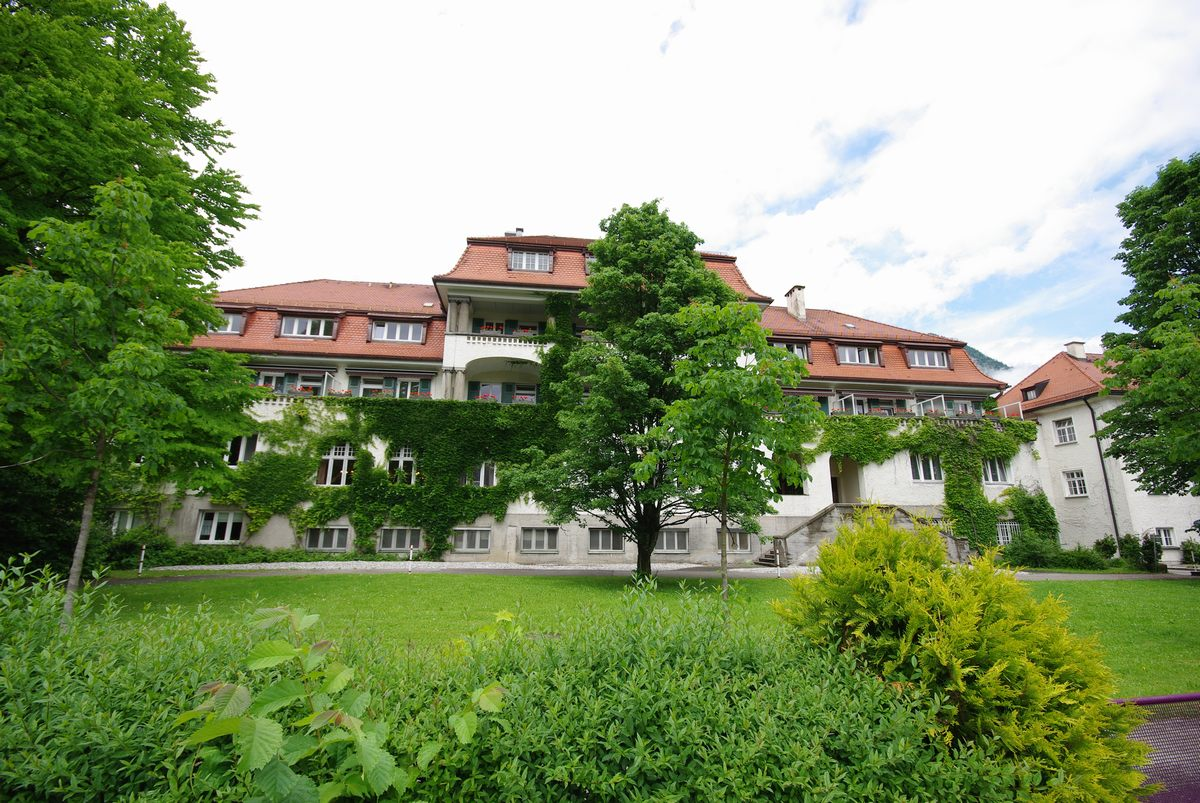
Militärerholungsheim in Bad Reichenhall
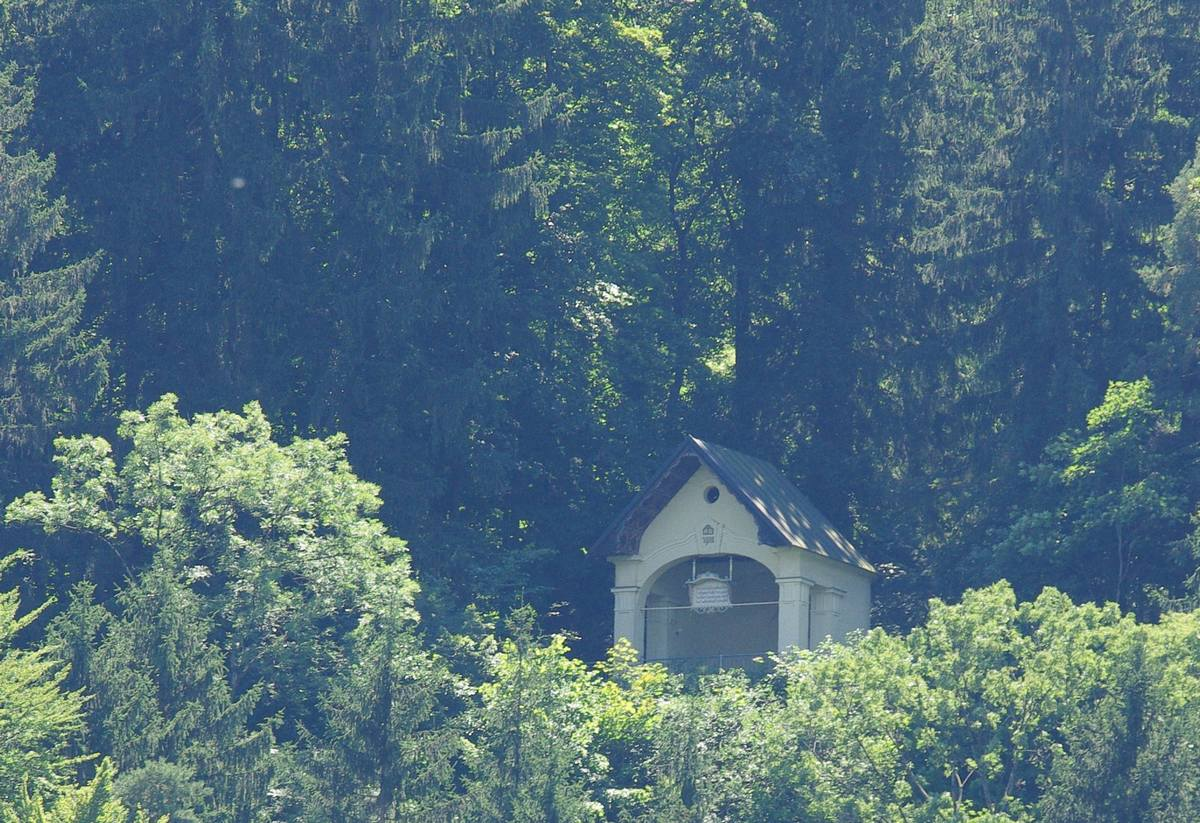
Amalienruhe in Bad Reichenhall